# Agrippino Manteo
Agrippino Manteo (Grammichele, Sicilia, 1884 - Nueva York (Estados Unidos), 1 de agosto de 1947), fue un titiritero italiano, emigrante en Argentina y Estados Unidos, países en los que introdujo los tradicionales pupi sicilianos, una representación teatral en la que sus protagonistas son marionetas de los caballeros de Carlomagno.

## Biografía
Agrippino, nació en 1884 en la localidad siciliana de Grammichele (provincia de Catania). Con tan sólo cuatro años quedó huérfano, siendo él y su hermana recogidos por su autoritaria abuela. Casi adolescente aún, Agrippino se escapó de la tiranía de la granja familiar, haciendo amistad con un joven titiritero de la isla, Pepino Crimi, cuyo padre había establecido un teatro en 1858. Con él aprendió las artes, secretos y tradiciones de la ópera dei pupi que, más tarde y a lo largo de su vida, Manteó llevó a través de tres continentes.

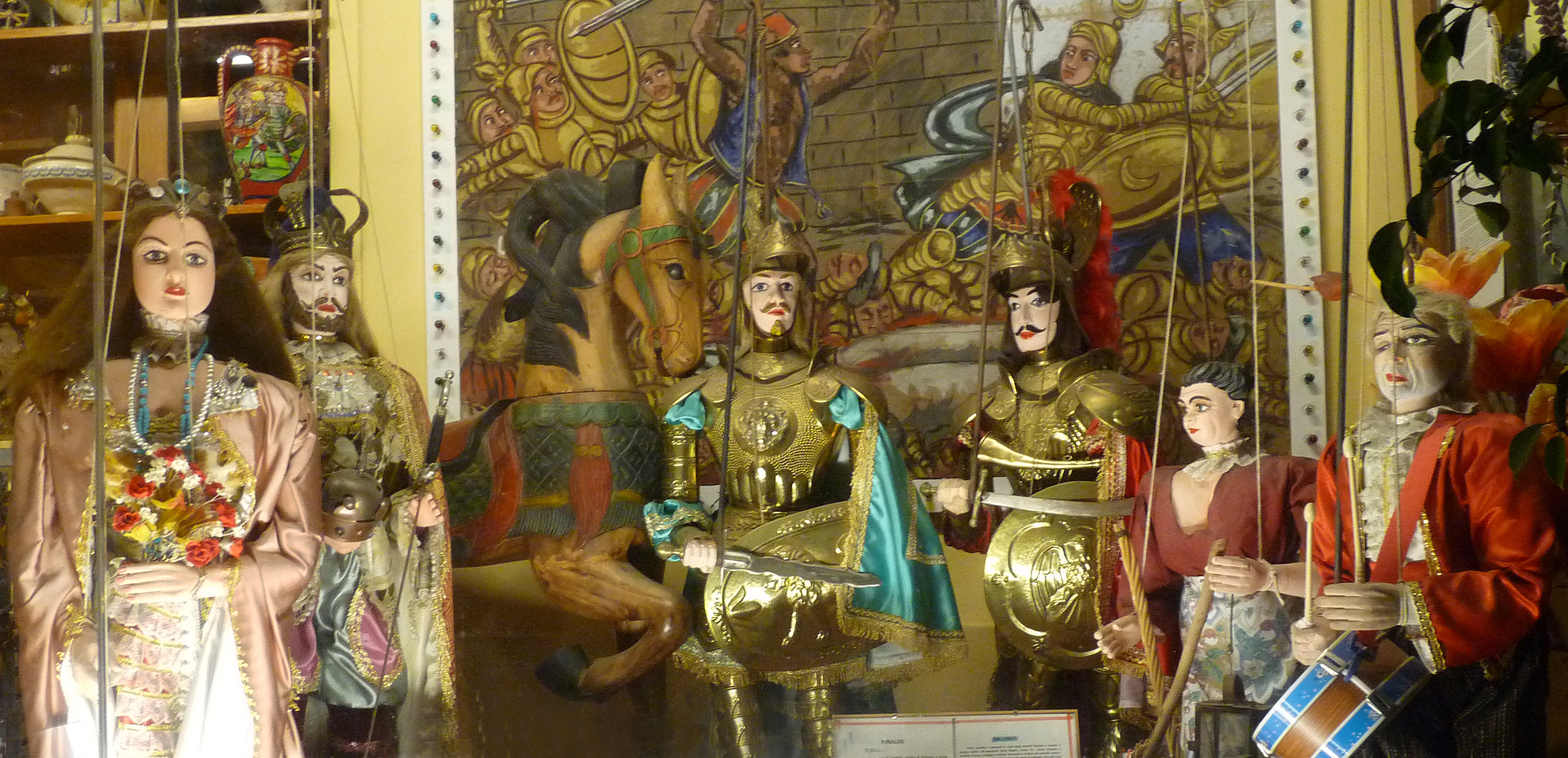
Marionetas de la Opera dei pupi, en el Museo Etnográfico de Lipari.

A los veintiún años, emigró a Mendoza (Argentina), con su esposa, y su primer hijo. Allí alternó el trabajo en una panadería con la construcción de las marionetas que le harían famoso, y pequeñas funciones en un teatro de títeres de Buenos Aires, documentadas hasta 1912.
Habiendo ahorrado suficiente dinero, Agrippino, Catarina y su creciente familia regresaron a Europa, donde fue llamado para combatir con el ejército italiano en la Primera Guerra Mundial. Concluida la contienda, el titiritero emigró de nuevo a América, pero esta vez a Nueva York, ciudad a la que poco después consiguió trasladar a su familia. En 1923 abrió un teatro de títeres en el Lower East Side de Manhattan, y cinco años después se instaló en Mulberry Street.
La compañía de los Manteo era una empresa familiar, similar a los Rosete Aranda mexicanos en su origen. 
Su público, en los primeros años, eran vecinos del barrio y paisanos emigrantes como él, pero su fama fue creciendo hasta contar entre sus visitantes habituales con titiriteros como Tony Sarg. Catarina, la «mamma», cosía y reparaba los trajes de las marionetas. Agrippino recitaba los papeles de los caballeros y la hija los de las damas, contando con la ayuda de los tres hijos varones en la manipulación de los títeres. Fue una empresa feliz y creciente hasta 1936, año en que la competencia del cinematógrafo hizo que las representaciones de los Manteo en Mulberry Street comenzasen su definitivo declive.  
La titiritera estadounidense Marjorie Batchelder, dejó referencia en 1947 de que, en esa fecha, los títeres de Mulberry Street estaban guardados en una buhardilla; el también titiritero e historiador Michael Malkin sin embargo, anota que una tercera generación de los Manteo todavía hacía representaciones del Orlando furioso.
Agrippino Manteo murió en el condado de Manhattan, en el verano de 1947.